# Maruti Suzuki Wagon R
Maruti Suzuki Wagon R (или WagonR) — серия автомобилей особо малого класса, выпускающихся с 1999 года подразделением Maruti Suzuki для индийского рынка.

## Первое поколение (1999)
Первое поколение Maruti Wagon R было запущено в производство 18 декабря 1999 года. Автомобили оснащались бензиновым двигателем Suzuki F10D мощностью 48 кВт (64 л. с.) при 6200 об/мин и крутящим моментом 84 Н⋅м при 3500 об/мин. В 2003 году автомобили прошли фейслифтинг. Всего было выпущено около 880000 единиц.

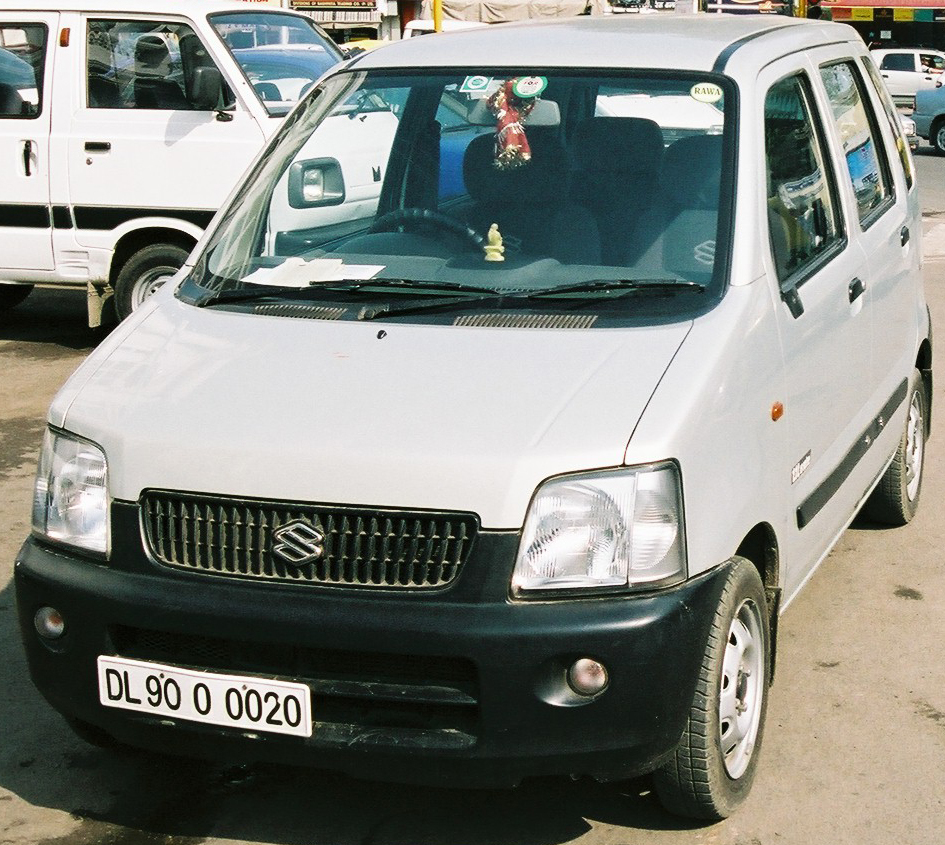
2000 Maruti Suzuki Wagon R
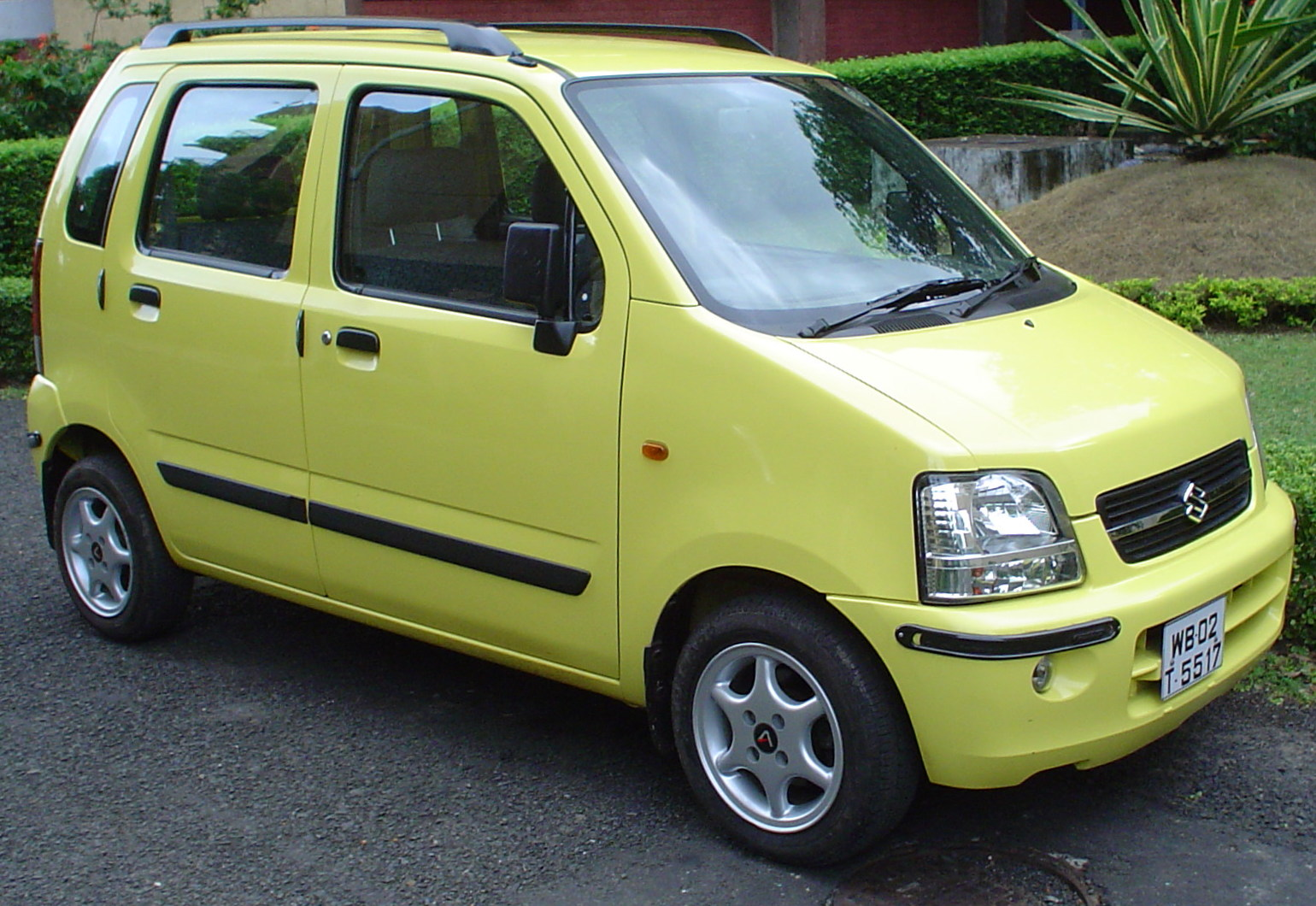
Maruti Suzuki Wagon R (первый фейслифтинг)
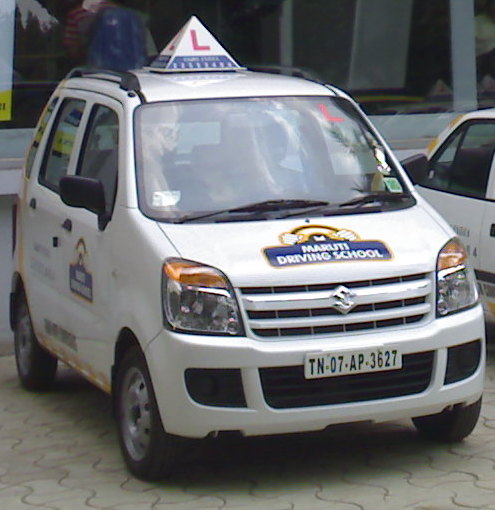
Maruti Suzuki Wagon R (второй фейслифтинг)
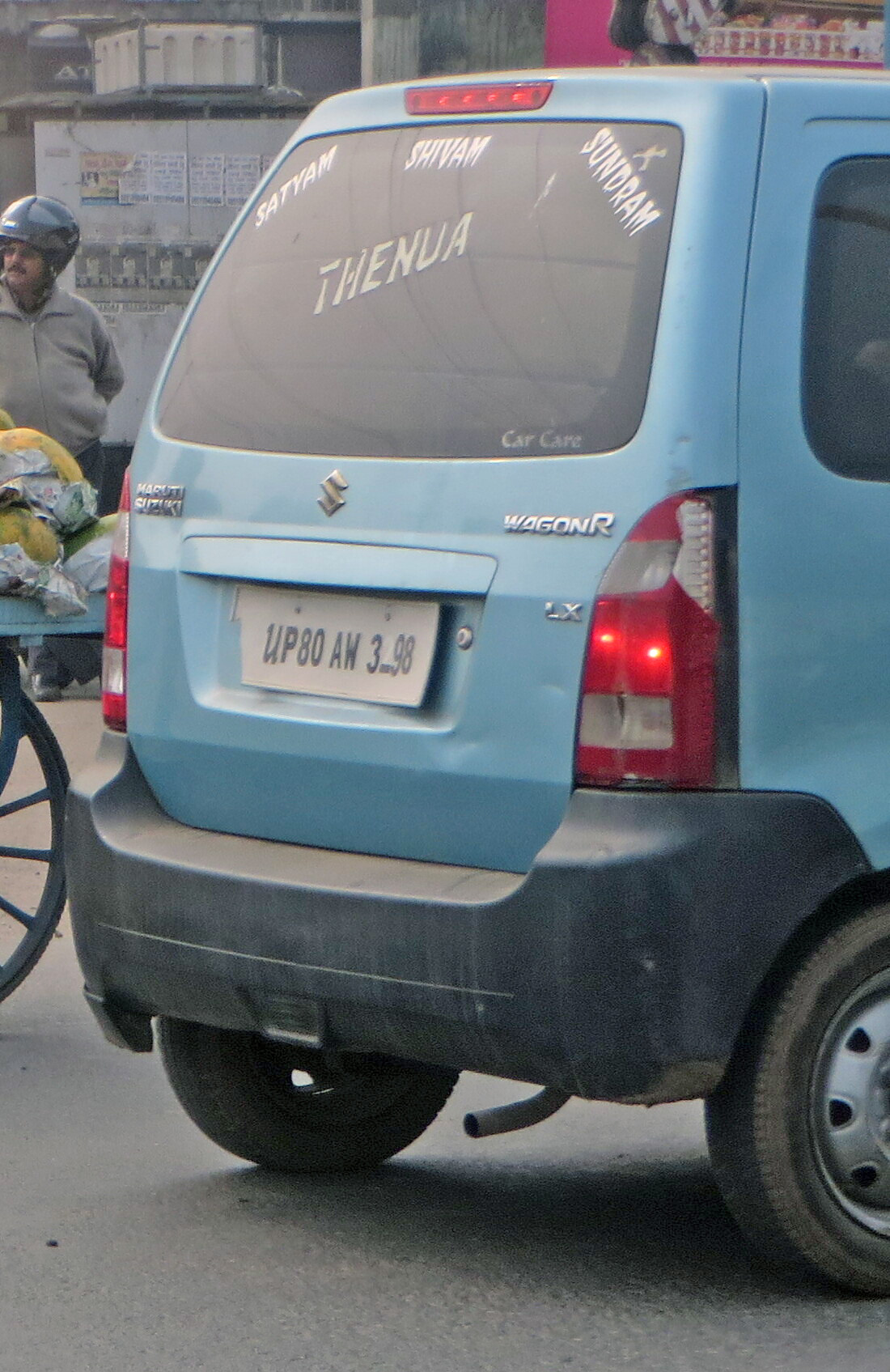
Maruti Suzuki Wagon R (второй фейслифтинг)

## Второе поколение (MP31S; 2010)
Второе поколение Wagon R было представлено 23 апреля 2010 года в Нью-Дели, Индия. В отличие от предыдущего поколения, длина увеличена до 3595 мм. Колёсная база — 2400 мм. Комплектации: LX, LXi и VXi.
Wagon R 1.0 оснащался трёхцилиндровым двигателем K10B объёмом 998 см3, который также применялся в Maruti Suzuki A-Star, Maruti Suzuki Estilo и Maruti Suzuki Alto K10. Мощность двигателя — 50 кВт (67 л. с.) при 6200 об/мин, крутящий момент — 90 Н⋅м при 3500 об/мин. Коробка передач — пятиступенчатая механическая.
14 января 2013 года автомобили Maruti Suzuki Wagon R второго поколения прошли первый фейслифтинг. В 2014 году была представлена версия Suzuki Wagon R второго фейслифтинга — Maruti Suzuki Stingray. Позже модель была переименована в Wagon R VXi+.

В 2015 году автомобили Maruti Wagon R опционально стали снабжаться пятиступенчатой автоматизированной трансмиссией (AGS, или AMT). Ранее автомобили опционально снабжались трёхступенчатой автоматической трансмиссией.

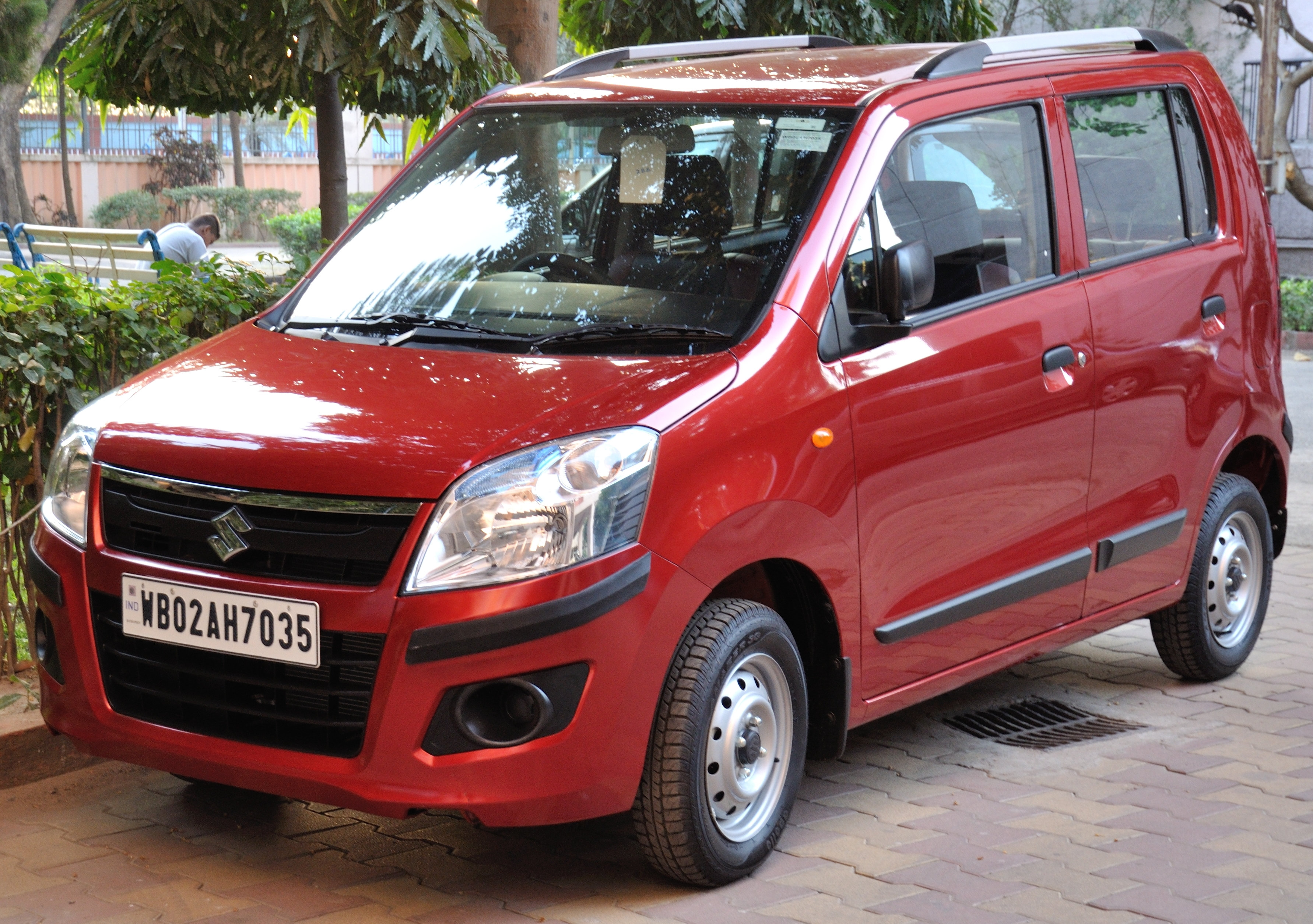
Maruti Suzuki Wagon R LXi (MP31S)
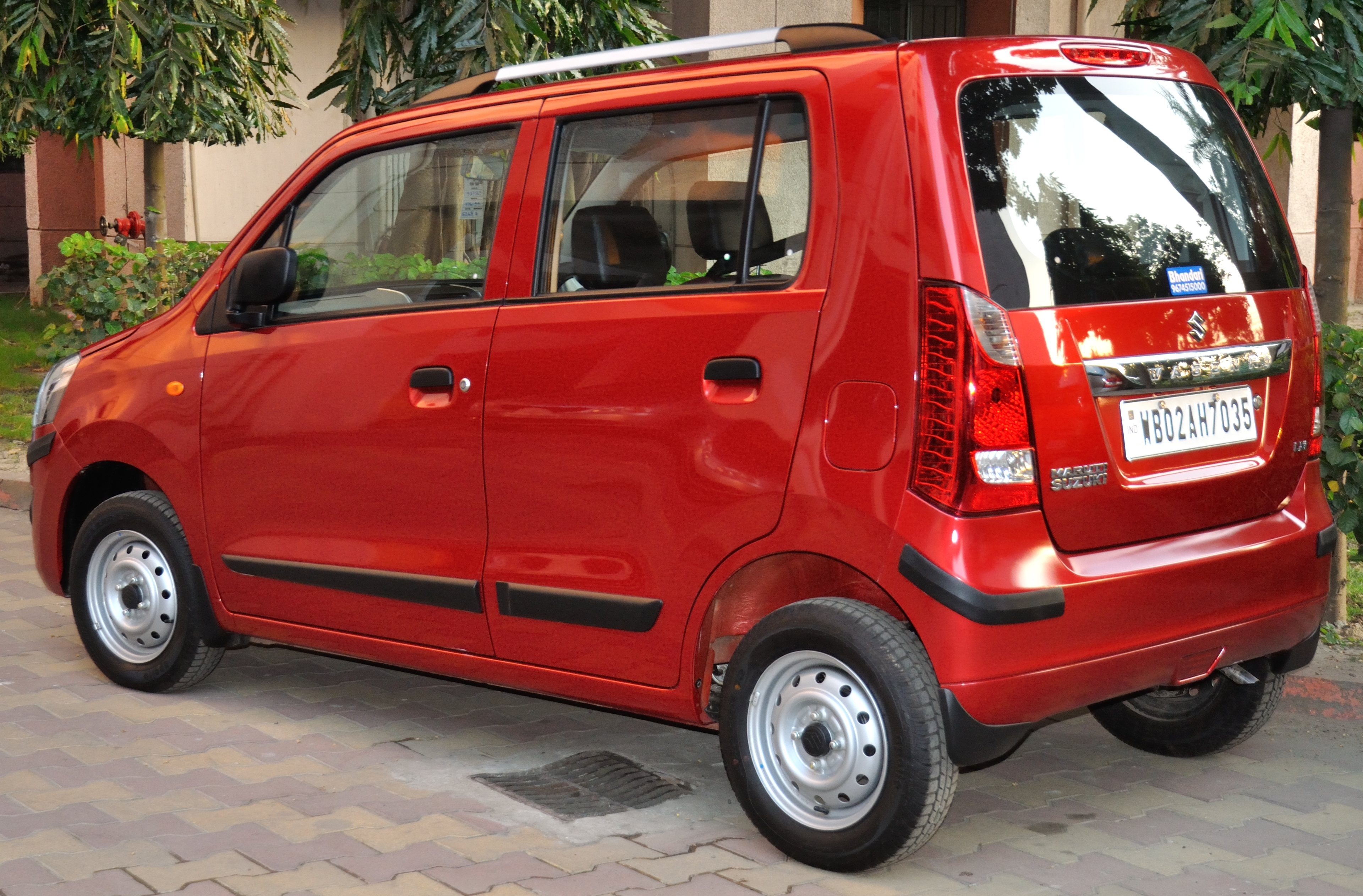
Вид сзади
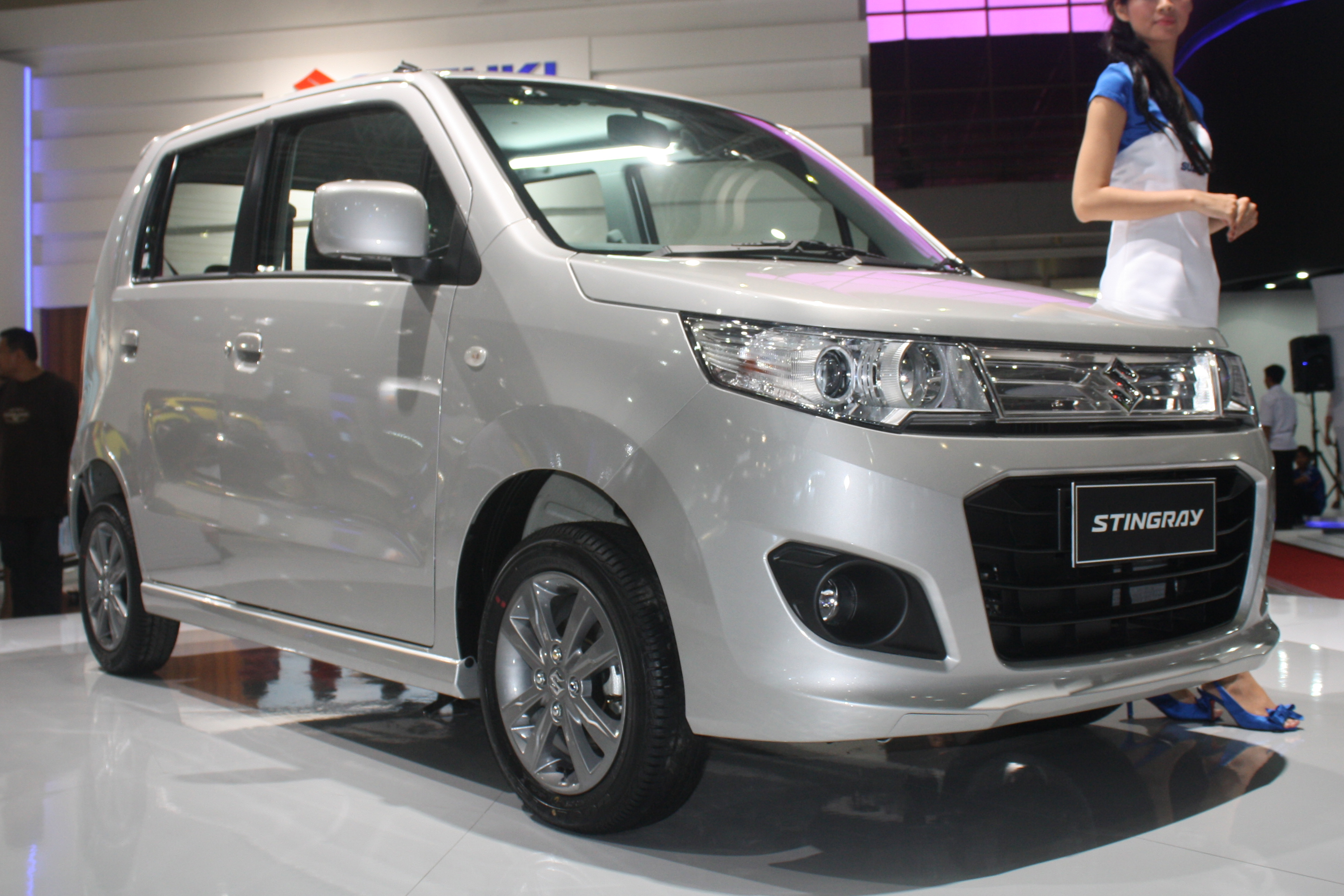
2013 Maruti Suzuki Wagon R Stingray VXi (MP31S)

### Karimun Wagon R
Karimun Wagon R — ребеджинговый вариант Wagon R, представленный в сентябре 2013 года на 21-м Индонезийском международном автосалоне. Продажи модели начались в октябре 2013 года. Первоначально автомобиль продавался в комплектациях GA, GL и GX. С июня 2014 по конец 2015 года автомобиль выпускался в комплектации Dilago (на базе комплектации GL). Название «Dilago» было взято из местного слова Молуккских островов, означающего «быть лучшим».
В сентябре 2014 года в производство была запущена версия Karimun Wagon R GS на базе Wagon R Stingray. С мая 2015 года автомобили снабжались пятиступенчатой полуавтоматической трансмиссией (AGS). В апреле 2017 года обновлённая версия Karimun Wagon R была представлена на 25-м Международном автосалоне в Индонезии. Комплектации: GA, GL и GS. На базе комплектаций GA и GS также выпускались панельные фургоны. В октябре 2020 года, в честь  50-летия присутствия Suzuki Indomobil в Индонезии, была выпущена модель 50th Anniversary Edition.

В конце 2021 года Karimun Wagon R был снят с производства в Индонезии. В настоящее время в Пакистан экспортируются сборные комплекты.

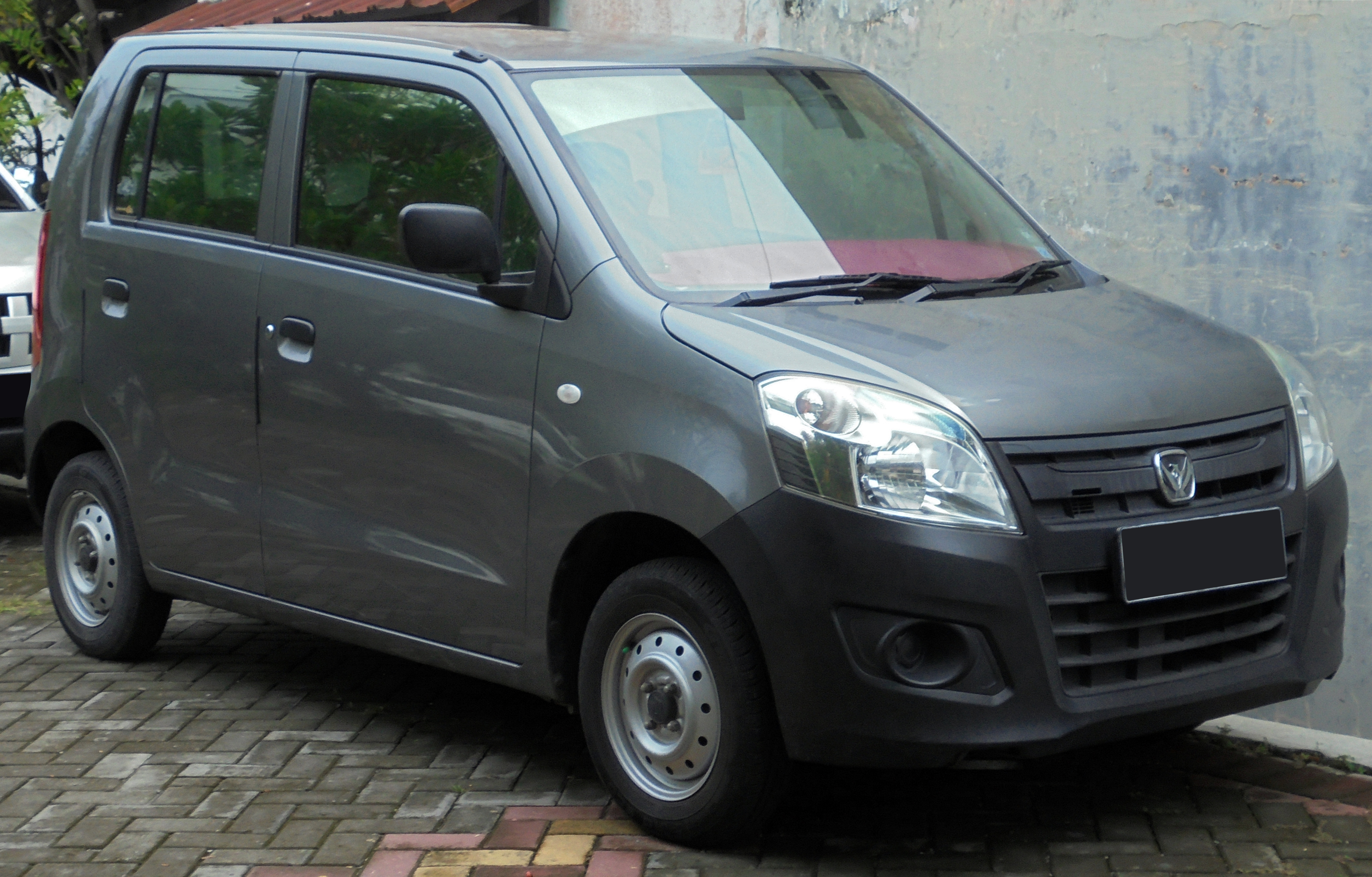
2014 Suzuki Karimun Wagon R GA (MP31S, Индонезия)
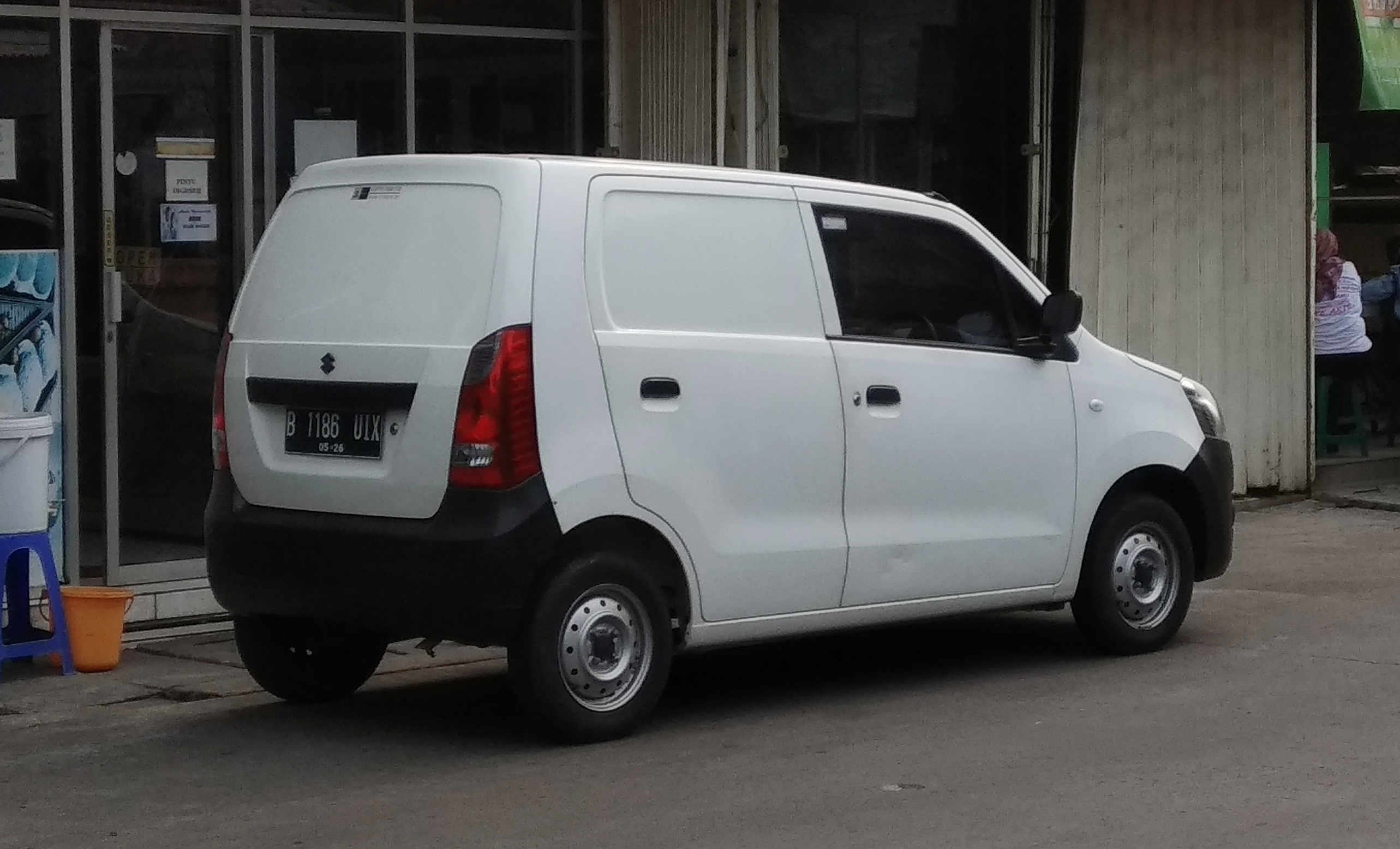
2015 Suzuki Karimun Wagon R GA (MP31S, Индонезия)
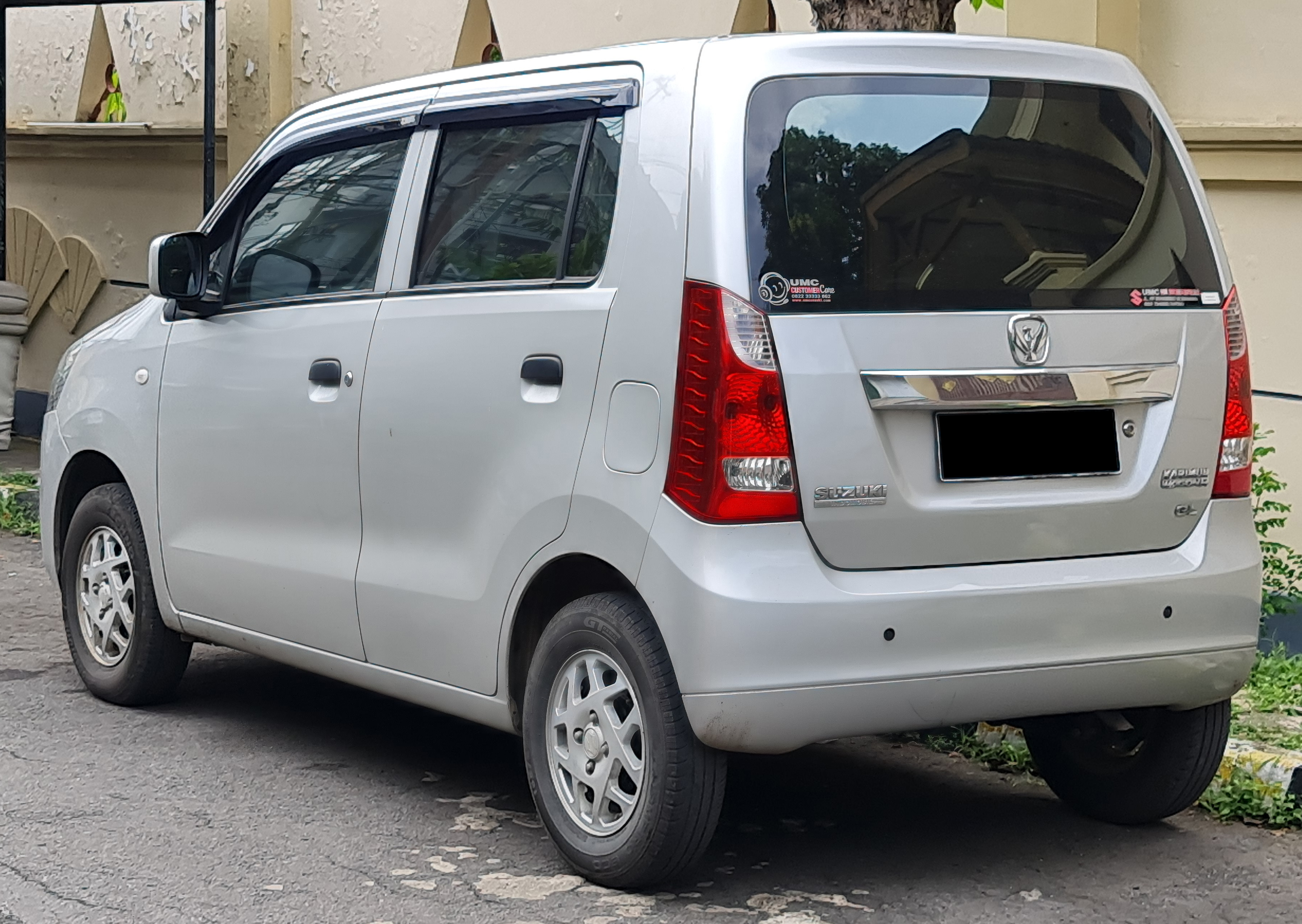
2018 Suzuki Karimun Wagon R GL (MP31S, Индонезия)
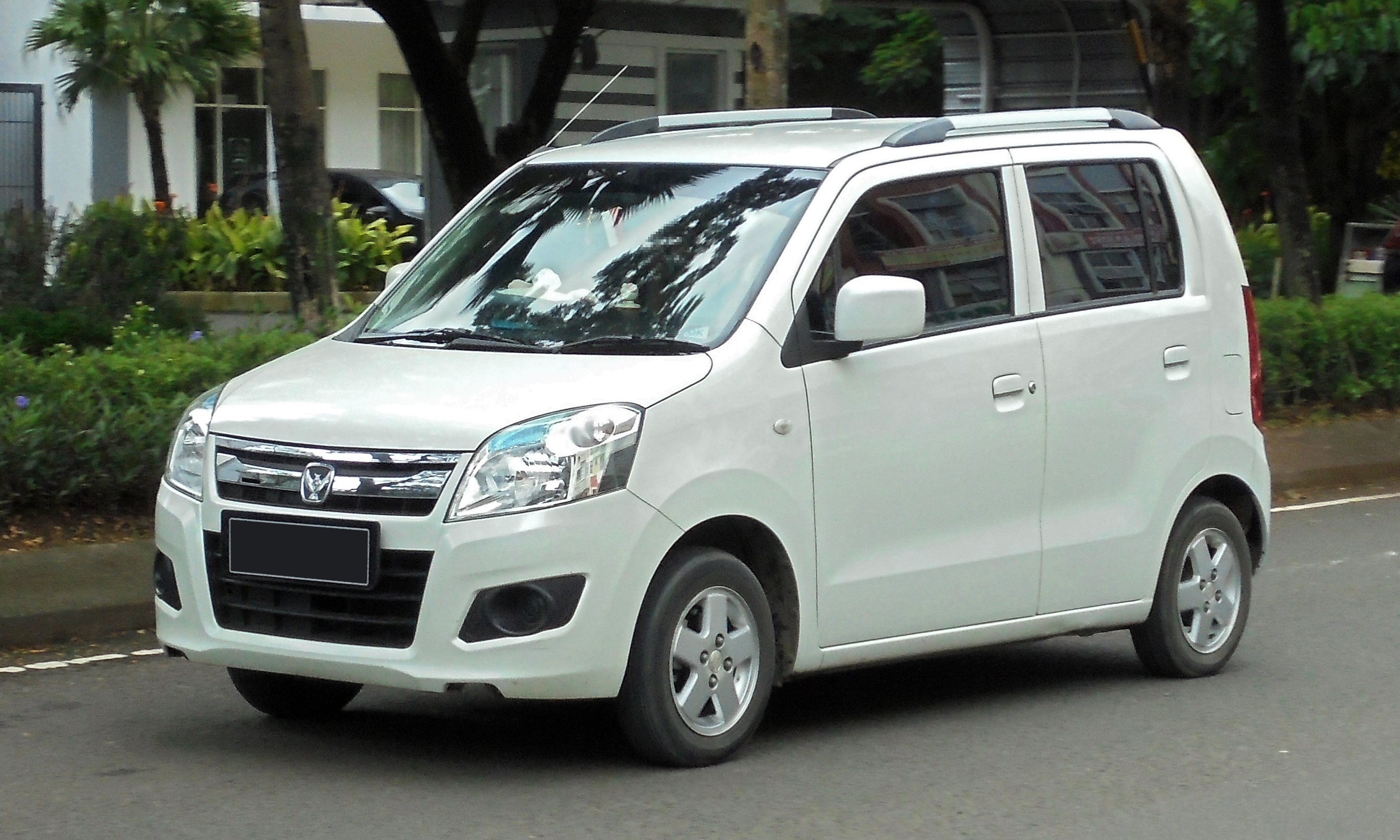
2015 Suzuki Karimun Wagon R GX (MP31S, Индонезия)
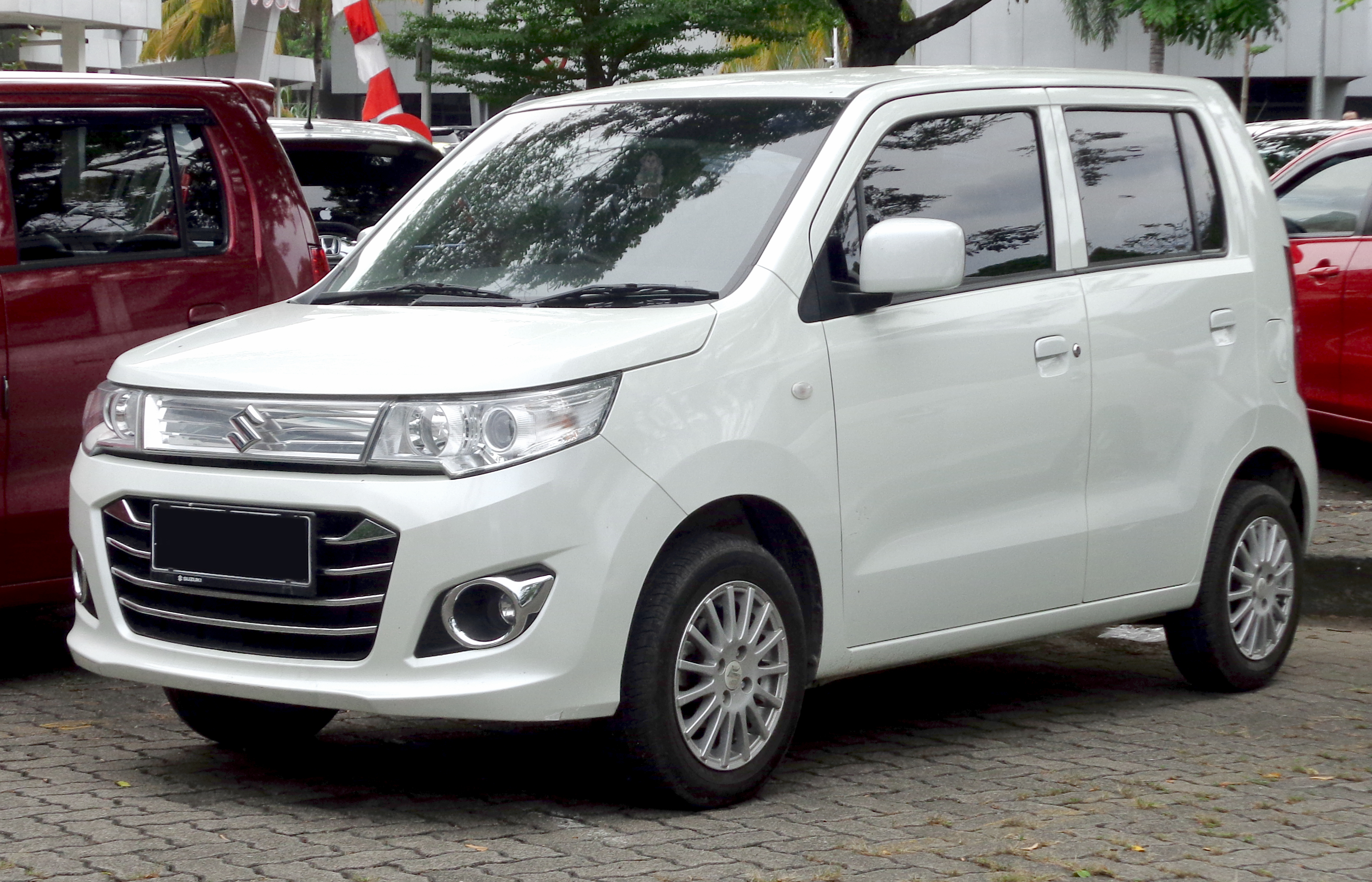
2019 Suzuki Karimun Wagon R GS (MP31S, Индонезия)
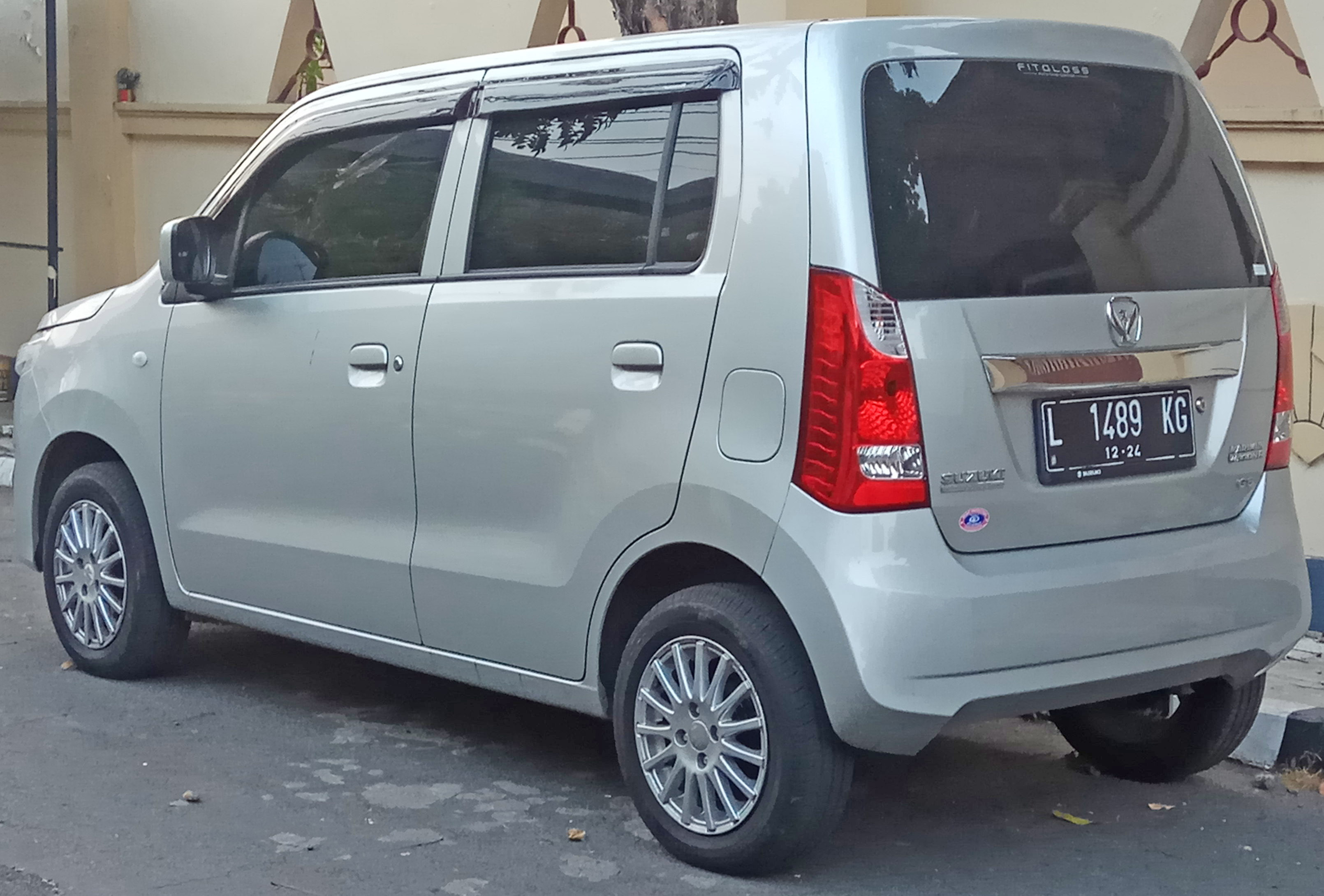
2019 Suzuki Karimun Wagon R GS (MP31S, Индонезия)
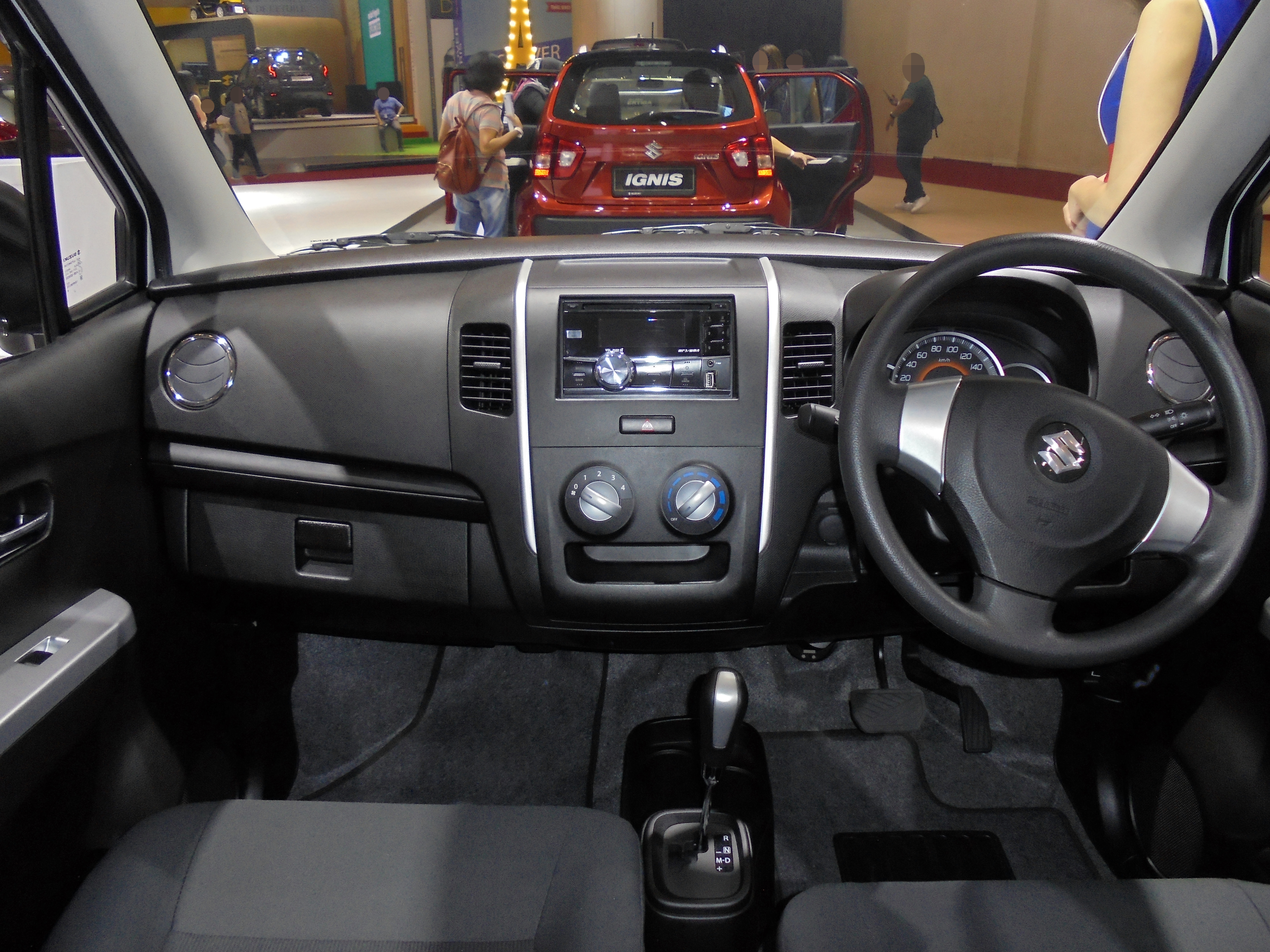
2019 Suzuki Karimun Wagon R GS (интерьер)

### Pak Suzuki Wagon R
Pak Suzuki Wagon R — версия Suzuki Wagon R для пакистанского рынка. С ноября 2013 года автомобиль импортировался из Индонезии, а с апреля 2014 года автомобиль продавался в комплектациях VX, VXR и VXL. В 2016 году комплектация VX была снята с производства, а в январе 2020 года комплектация VXL стала снабжаться автоматизированной трансмиссией AGS.

## Третье поколение (MT81S; 2019)
Третье поколение Wagon R было запущено в производство 23 января 2019 года в Индии. Автомобили выпускаются на платформе HEARTECT, на которой также выпускаются Celerio, Baleno, Swift и кей-кар Wagon R. Колёсная база удлинена на 35 мм, в то время как ширина увеличена на 125 мм.
Кроме Индии, Wagon R также экспортируется в Бангладеш, Непал и Шри-Ланку (под названием Grand Wagon R).
Автомобили Maruti Wagon R оснащаются 1,0-литровым бензиновым двигателем K10B в паре с пятиступенчатой механической трансмиссией или же 1,2-литровым бензиновым двигателем K12M в паре с пятиступенчатой механической или же пятиступенчатой автоматизированной трансмиссией. 1,2-литровый двигатель развивает мощность 60 кВт (82 л. с.) и крутящий момент 113 Н⋅м, в то время как 1,0-литровый двигатель развивает мощность 50 кВт (68 л. с.) и крутящий момент 90 Н⋅м.

Обновлённый вариант Wagon R был представлен 25 февраля 2022 года.

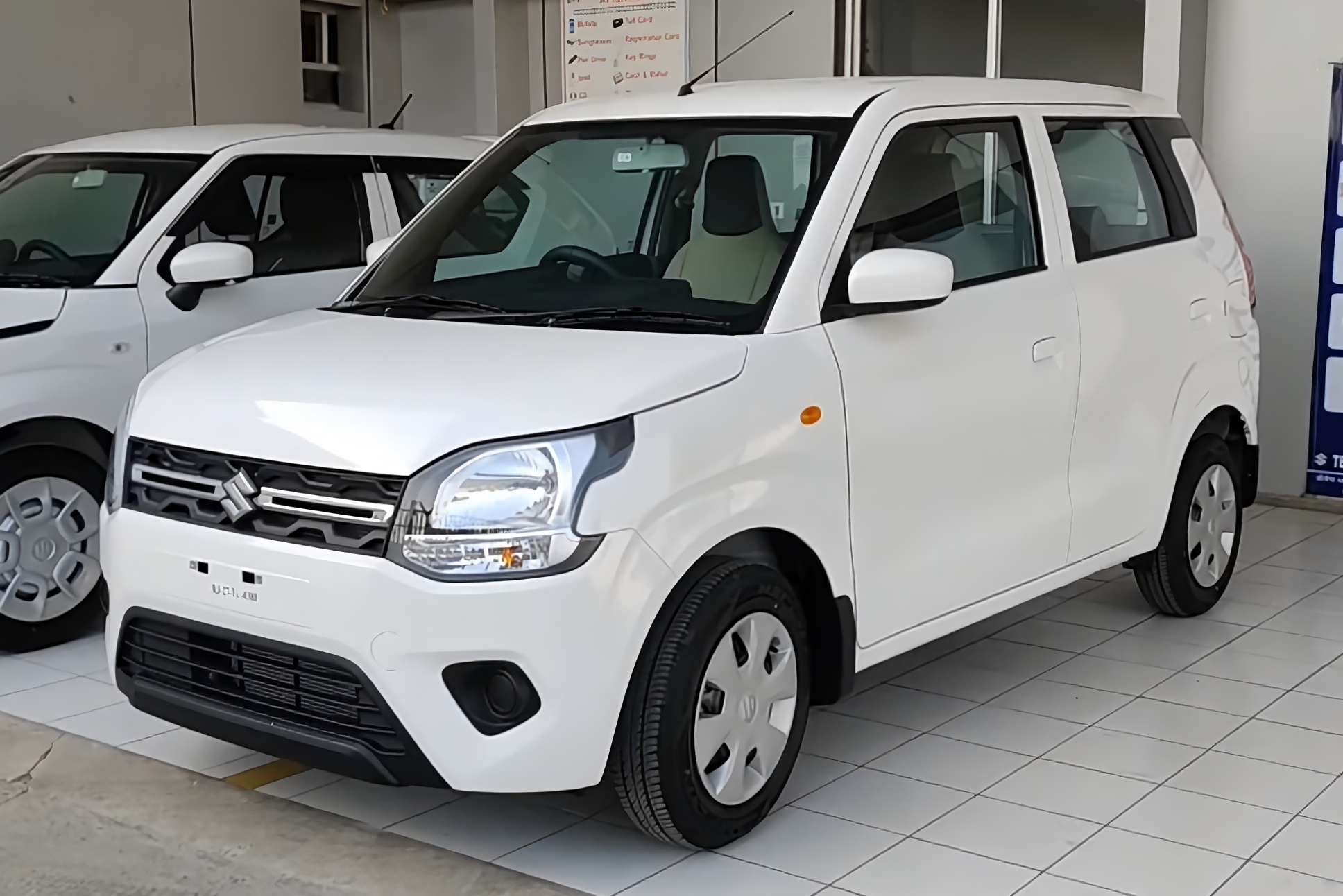
Вид спереди
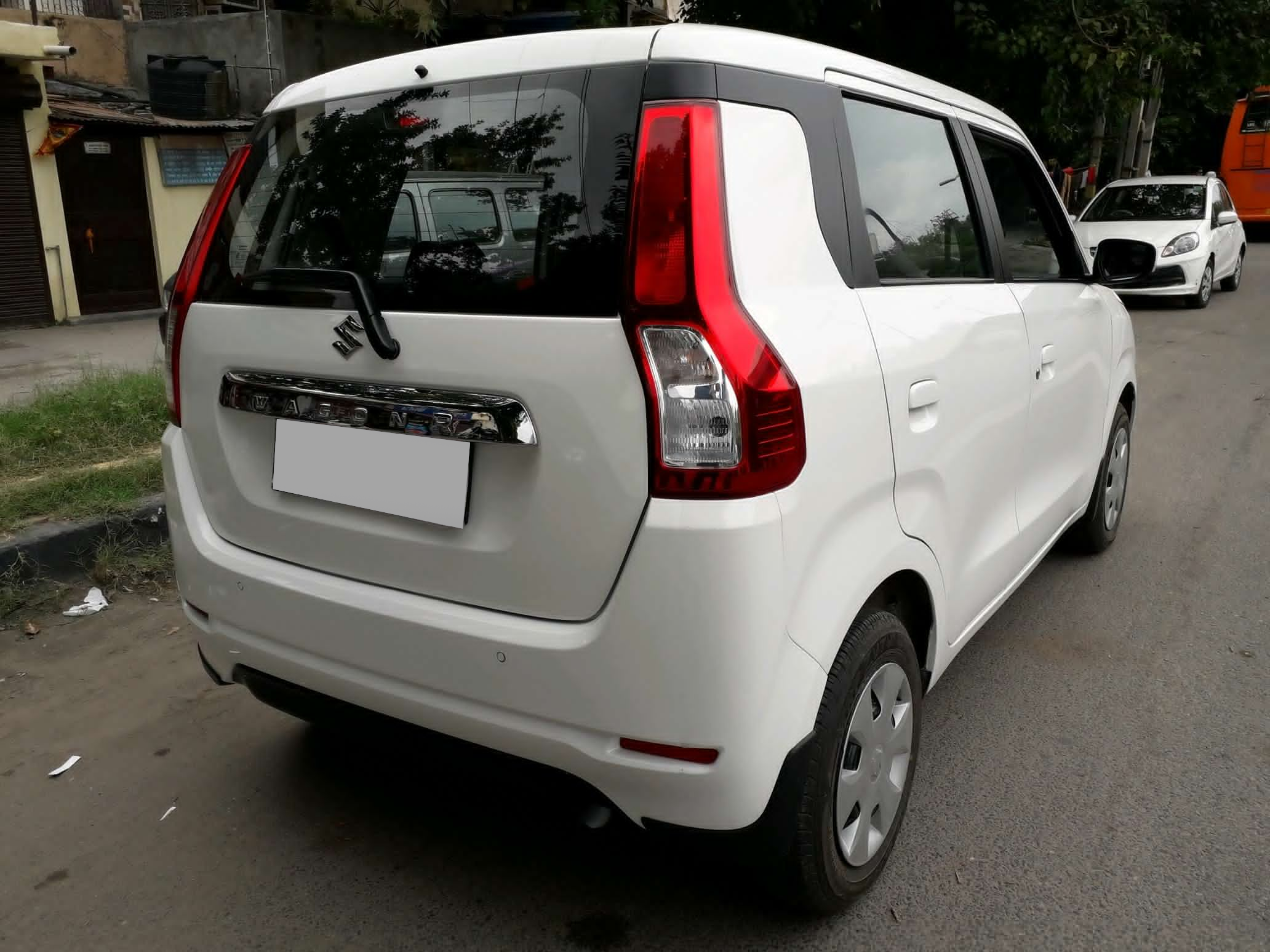
Вид сзади

## Продажи
| Год  | Индия   | Индонезия | Пакистан |
| ---- | ------- | --------- | -------- |
| 2011 | 147,299 |           |          |
| 2012 | 134,823 |           |          |
| 2013 | 159,233 | 4,705     |          |
| 2014 | 159,260 | 7,068     | 3,326    |
| 2015 | 170,399 | 11,526    | 7,606    |
| 2016 | 173,286 | 9,905     | 13,209   |
| 2017 | 166,815 | 5,408     | 24,247   |
| 2018 | 152,020 | 4,564     | 31,146   |
| 2019 | 155,967 | 4,148     | 21,079   |
| 2020 | 148,298 | 1,591     | 7,916    |
| 2021 | 183,851 | 2,510     | 18,810   |
| 2022 | 217,317 |           | 15,271   |
| 2023 | 201,301 | 3,494     |          |